# Леменвиль
Леменви́ль (фр. Lemainville) — коммуна во французском департаменте Мёрт и Мозель, региона Лотарингия. Относится к кантону Аруэ.

## Географий
Леменвиль расположен в 22 км к югу от Нанси. Соседние коммуны: Бенне на северо-востоке, Сен-Ремимон на востоке, Орм-э-Виль на юге, Жербекур-э-Аплемон на юго-западе, Клере-сюр-Бренон на западе, Вуанемон и Сентре на северо-западе.

## История
Впервые упомянут в 1142 году как Лимвиль. Тьери де Леменвиль, епископ де Бельшам, построил здесь в XVI веке монастырь, впоследствии разрушенный шведами.

## Демография
Население коммуны на 2010 год составляло 348 человек.
| 1962 | 1968 | 1975 | 1982 | 1990 | 1999 | 2010 |
| ---- | ---- | ---- | ---- | ---- | ---- | ---- |
| 236  | 226  | 244  | 252  | 274  | 318  | 348  |